# Konrad Fiałkowski
Konrad Rafał Fiałkowski (ur. 29 grudnia 1939 w Lublinie, zm. 23 listopada 2020 w Wiedniu) – polski naukowiec specjalizujący się w informatyce i cybernetyce, profesor nauk technicznych oraz pisarz w obszarze fantastyki naukowej.

## Kariera zawodowa
Ukończył Liceum Ogólnokształcące im. Jana Zamoyskiego w Lublinie (wówczas noszące nazwę VI Liceum Ogólnokształcące TPD w Lublinie), a w roku 1957 został laureatem Olimpiady Fizycznej. W 1962 ukończył studia na Wydziale Elektroniki Politechniki Warszawskiej. W 1964 otrzymał doktorat z zakresu maszyn matematycznych. Habilitował się w 1966. W czasie pracy w University of Pennsylvania (1968) prowadził badania nad algorytmami genetycznymi. W roku 1973 otrzymał tytuł naukowy profesora nadzwyczajnego, a w 1981 – profesora zwyczajnego.
W latach 1960–1962 był operatorem-programistą pierwszej polskiej maszyny cyfrowej w Zakładzie Aparatów Matematycznych PAN. Od 1962 pracował na Wydziale Elektroniki Politechniki Warszawskiej. W latach 1973–1975 profesor Politechniki Warszawskiej (dyrektor Centralnego Ośrodka Informatyki), w latach 1975–1981 dyrektor Instytutu INTE w Warszawie. Od 1997 profesor zwyczajny Uniwersytetu Warszawskiego. W latach 1996–2007 profesor w Rensselaer Polytechnic Institute w Troy.
Członek senior Institute of Electrical and Electronics Engineers (od 1968). Specjalista od spraw komputerowych w organizacji UNESCO. Autor ponad 80 publikacji naukowych oraz książek z zakresu informatyki, m.in. Maszyna ZAM-2 (1963, pierwsza w języku polskim książka o maszynie cyfrowej).
Główne kierunki badań: modelowanie ewolucyjne, architektura maszyn przetwarzających informacje, antropologia systemowa, prace nad hipotezą dotyczącą powstawania mózgu ludzkiego jako efektu ubocznego stresu cieplnego. Twórca koncepcji maszyny cyfrowej ANOPS do zastosowań biomedycznych. Opracował projekt konceptora – maszyny bez liczb i arytmetyki przetwarzającej koncepty.

## Twórczość literacka
Jako pisarz science fiction debiutował w 1956 na łamach tygodnika „Dookoła Świata”. Laureat drugiej nagrody w konkursie literackim czasopisma „Młody Technik” za opowiadanie Prawo wyboru (1962), które otrzymało również wyróżnienie na Międzynarodowym Konkursie Fantastyki w Moskwie. Najczęściej publikował swoje opowiadania na łamach „Młodego Technika” oraz „Nurtu”.
Opowiadania Fiałkowskiego z lat 1956–1979 utrzymane były głównie w konwencji „cudownego wynalazku”. W późniejszej fazie twórczości następuje wyraźny przełom – nowsze utwory Fiałkowskiego poruszają tematykę poszukiwania prawdy i praw rządzących rzeczywistością, na przykład w podejmującej interpretację Nowego Testamentu powieści Adam, jeden z nas. Opowiadania Poprzez piąty wymiar, Szansa śmierci, Biohazard stały się podstawą widowisk i filmów telewizyjnych.
Utwory Fiałkowskiego były tłumaczone na język angielski, bułgarski, czeski, francuski, japoński, niemiecki, portugalski, rosyjski, rumuński, słowacki, szwedzki, węgierski, włoski.
Był członkiem Stowarzyszenia Pisarzy Polskich i członkiem założycielem Polskiego Towarzystwa Informatycznego.

## Twórczość

### Książki naukowe
- Homo przypadkiem sapiens (współaut. T. Bielicki), Wyd. PWN, Warszawa 2008, ISBN 978-83-01-15632-9[4]
- Wprowadzenie do Informatyki (współautor J. Bańkowski) 1978, Państwowe Wydawnictwa Naukowe, Warszawa. 3 wydania.
- Programowanie w języku FORTRAN dla ODRA 1300, ICL 1900, CDC CYBER 70 (współautorzy J. Bańkowski i Z. Odrowąż-Sypniewski), 1978 Państwowe Wydawnictwa Naukowe, Warszawa.
- Programowanie w języku FORTRAN (współautor J. Bańkowski) 1972, Państwowe Wydawnictwa Naukowe, Warszawa. 4 wydania.
- Autokody i programowanie maszyn cyfrowych, 1963, Wydawnictwa Naukowo Techniczne, Warszawa. 3 wydania
- Maszyna ZAM-2, 1963, Wydawnictwa Naukowo Techniczne, Warszawa.

### Powieści
- Homo divisus (1979)
- Adam, jeden z nas (1986)

### Opowiadania
- Telefon wigilijny (1985) – pierwszy raz wydane w „Fantastyce”, jak również w antologii Przepowiednia, t. 6 Polskiej noweli fantastycznej.

#### Zbiory opowiadań
- Wróble Galaktyki (1963)
  - Kosmodrom, Prawo wyboru, Strzał informacji, Poprzez piąty wymiar, Jej głos, Wróble Galaktyki, Cerebroskop, Zanim polecą do gwiazd, Nieśmiertelny z Wegi, Ja, milikilos, Lot ku Ziemi, Szansa śmierci, Strażnik
- Poprzez piąty wymiar (1967)
  - Zerowe rozwiązanie, Witalizacja kosmogatora, Konstruktor, Ten, który trwa nad granicą dwu czasów..., Gatunek Homo Sapiens, Ploxis, Chlorella, Poprzez piąty wymiar, Elektronowy miś, Cerebroskop, Człowiek z aureolą.
- Włókno Claperiusa (1969, w serii Fantastyka-Przygoda)
  - Kosmodrom, Strażnik, Szansa śmierci, Nieśmiertelny z Wegi, Zanim polecę do gwiazd, Adam i Ewa, Biohazard, Włókno Claperiusa, Jego pierwsza twarz, Poranek autorski
- Elektronowy miś (1974, w serii Stało się jutro, t. 1)
  - Elektronowy miś, Zerowe rozwiązanie, Włókno Claperiusa
- Kosmodrom (1975, w serii Fantastyka-Przygoda)
  - Prawo wyboru, Cerebroskop, Strzał informacji, Chlorella, Szansa śmierci, Ja, milikilos, Jej głos, Adam i Ewa, Zanim polecą do gwiazd, Nieśmiertelny z Wegi, Lot ku Ziemi, Wróble galaktyki, Kosmodrom, Strażnik
- Kosmodrom 2 (1976, w serii Fantastyka-Przygoda)
  - Poranek autorski, Witalizacja kosmogatora, Włókno Claperiusa, Konstruktor, Ten, który trwa nad granicą dwu czasów, Jego pierwsza twarz, Ploxis, Biohazard, Elektronowy miś, Poprzez piąty wymiar, Gatunek homo sapiens, Zerowe rozwiązanie, Człowiek z aureolą
- Cerebroskop (1978, w serii Stało się jutro, t. 14)
  - Cerebroskop, Szansa śmierci, Wróble galaktyki, Strażnik
- Witalizacja kosmogatora (1978, w serii Stało się jutro, t. 15)
  - Gdy oni nadlecą, Poprzez piąty wymiar, Ten, który trwa nad granicą dwu czasów, Witalizacja kosmogatora, Konstruktor
- Biohazard (1990, seria Fantastyka Polska)
  - Biohazard, Wróble galaktyki, Poranek autorski, Strażnik, Wspaniałe piwo na wigilijny wieczór, Witalizacja kosmogatora, Jego pierwsza twarz, Adam i Ewa, Szansa śmierci, Prawo wyboru, Kosmodrom, Zanim polecą do gwiazd..., Człowiek z aureolą
- Homo divisus; Biohazard; Adam jeden z nas ... (1999)
  - Sami w Kosmosie? (z Konradem Fiałkowskim rozmawia Adam Hollanek); Wspaniałe piwo na wigilijny wieczór; Adam, jeden z nas; Homo divisus; Poranek autorski; Adam i Ewa; Biohazard; Jego pierwsza twarz (fragmenty niedokończonej powieści); Kosmodrom; Ja, milikilos; Wróble Galaktyki; Poprzez piąty wymiar; Szansa śmierci; Model rzeczywistości pomyślanej (tekst wygłoszony na III Europejskim Kongresie Science Fiction)
- Zerowe rozwiązanie (2014, seria Archiwum Polskiej Fantastyki)
  - Adam, jeden z nas, Włókno Claperiusa, Witalizacja kosmogatora, Biohazard, Elektronowy miś, Poprzez piąty wymiar, Człowiek z aureolą, Gatunek homo sapiens, Zerowe rozwiązanie, Ten, który czuwa nad granicą dwu światów, Konstruktor, Ploxis, Wspaniałe piwo na wigilijny wieczór
- Nieśmiertelny z Wegi (2014, seria Archiwum Polskiej Fantastyki)
  - Homo Divisus, Wróble Galaktyki, Kosmodrom, Nieśmiertelny z Wegi, Zanim polecą do gwiazd, Chlorella, Cerebroskop, Prawo wyboru, Szansa śmierci, Ja, Milikilos, Lot ku Ziemi, Jej głos, Ten, który trwa nad granicą dwu czasów